# Visoko (Chorwacja)
Visoko – wieś w Chorwacji, w żupanii varażdińskiej, w gminie Visoko. W 2011 roku liczyła 493 mieszkańców.